# 田中昭一 (熊本県の政治家)
田中 昭一（たなか しょういち、1933年9月17日 - ）は、日本の政治家。元衆議院議員（2期）。

## 経歴
- 1933年（昭和8年）-熊本県生まれ。
その後、日本電信電話公社勤務。
- 1990年（平成2年）-第39回衆議院議員総選挙に熊本1区から日本社会党公認で立候補し、初当選する。
- 1991年（平成3年）-社会党シャドーキャビネット通信運輸社会資本政務次官となる。
- 1993年（平成5年）-第40回衆議院議員総選挙再選。
- 1996年（平成8年）1月-日本社会党の名称変更により社会民主党所属。
  - 9月-民主党の結党に参加する。
  - 10月-第41回衆議院議員総選挙熊本1区に出馬するも、新進党の元首相細川護煕に敗れ、落選した。
- 2012年（平成24年）-第46回衆議院議員総選挙熊本2区に民主党から立候補する濱田大造の選対本部長就任[1]。

## 役職
- 連合熊本初代会長[1]。